# Ligota Górna (powiat strzelecki)
Ligota Górna (niem. Ober Ellguth)– wieś w Polsce położona w województwie opolskim, w powiecie strzeleckim, w gminie Strzelce Opolskie.
W latach 1975–1998 miejscowość należała administracyjnie do województwa opolskiego.
W pobliżu Ligoty Górnej znajduje się największa jaskinia Grzbietu Chełma – jaskinia Ligocka wykształcona w triasowych wapieniach.